# Escoles Municipals (Palamós)
Les Escoles Municipals són una obra de Palamós (Baix Empordà) inclosa a l'Inventari del Patrimoni Arquitectònic de Catalunya. Les escoles van ser fetes als anys 30 del segle xx.

## Descripció
La façana està estructurada en 9 cossos, amb basament continu de pedra, i dues plantes. És un edifici de considerables proporcions perfectament simètric. La part central està avançada i consta de 6 finestres, 3 de rectangulars i 3 d'arc de mig punt al pis superior. A cada costat dos cossos iguals de 6 finestres rectangulars cada un. Seguidament les dues entrades a les que s'hi accedeix per una rampa, amb porta d'arc de mig punt i al capdamunt una finestra de les mateixes característiques. Als extrems dos d'iguals als que flanquegen el central (B-C-B-B-A-B-B-C-B). La façana posterior és més senzilla quant a motlluratge i material de recobriment. Té dues ales laterals avançades i dues porxades (3 arcs centrals i 2 de laterals) que comuniquen amb el pati. A l'interior les aules s'organitzen a costat i costat d'un llarg passadís i al fons les escales que menen a la segona planta. La coberta és de dues vessants.

## Refugi
Hi ha un refugi construït durant la Guerra Civil al pati de l'escola, que actualment té el nom de La Vila. Dins aquest centre escolar, que es va inaugurar durant la Segona República, s'ha senyalitzat i explicat el refugi antiaeri. Es tracta de la primera fase d'un projecte més ampli en el qual també es preveu rehabilitar un parvulari i usar-lo com a centre d'interpretació sobre l'educació durant la Segona República. Es tracta d'un edifici singular, autèntic emblema del patrimoni democràtic del nostre país, que esdevindrà un espai central amb informació d'altres llocs de memòria de Palamós vinculats a la Guerra Civil, la dictadura i la lluita antifranquista.
Durant la Guerra Civil, Palamós va ser bombardejat més de 30 cops, tant per mar com per aire, ja que tenia un port estratègic. El primer bombardeig va ser el 17 de novembre de 1936 pel vaixell Canarias i, més endavant, van seguir els de l'aviació italiana, amb base a Mallorca, i la legió Còndor alemanya. Arreu de Catalunya i per protegir-se de l'efecte de les bombes es va ordenar la construcció de nombrosos refugis per a la població civil i es va organitzar tot un sistema d'alerta antiaèria per avisar la població dels atacs. Al final de 1936 a Palamós es va construir el primer refugi a l'Escola Ruiz Giménez, un dels quatre principals de la població.
El refugi es troba en una primera fase d'un projecte més ampli, en el qual també es preveu rehabilitar un parvulari situat al carrer Jacint Verdaguer, davant del parc de l'arbreda, i usar-lo com a centre d'interpretació. El parvulari escolar de Palamós es va inaugurar el 5 de novembre de 1936. Tot i que la guerra ja havia començat, el Govern republicà va continuar dedicant esforços importants a l'educació dels infants en la línia de renovació pedagògica que havia iniciat el 1931, amb la transformació d'una escola pròpia de l'antic règim en una escola laica, igualitària i universal. A Palamós també es pot visitar el Museu de la Pesca i el Centre Cultural la Gorga, dos espais amb programacions culturals estables d'interès.